# Barry O'Brien
Barry O'Brien is een Iers-Amerikaanse tv-schrijver en regisseur.
Hij hielp mee aan onder meer 'Happy Days, Perfect Strangers, Hangin' with Mr. Cooper, Judging Amy, CSI: Miami en is mede-bedenker van de Disney Channel Original Series Hannah Montana.